# Lubień (województwo małopolskie)
Lubień – wieś w Polsce, położona w województwie małopolskim, w powiecie myślenickim, w gminie Lubień. Siedziba gminy Lubień.

## Integralne części wsi
| Przysiółki wsi | Smugawa, Zarębki |
| Części wsi     | Bałasowa, Borutowa, Burtanowa, Burzowa, Czechowa, Dolniakowa, Druzgałowa, Dwór, Dziedzicowa, Gorzutkowa, Górniowa, Górniówka, Inżynierskie, Jamrózkowa, Jasiurowa, Jugowa, Juszczakowa, Juszczęciowa, Kowalowa, Kozakowa, Krzywańskowa, Kubięciowa, Leksandrowa, Leśniakowa, Młynarzęciowa, Moskałowa, Packowa, Pasiowa, Pawlikowa, Piętkowa, Pod Banią, Prośniakowa, Pustki, Rapaczowa, Rynek, Siedlaczkowa, Skokówka, Sobalowa, Szczepańcowa, Świdrowa, Turciakowa, Warzechowa, Witkówka, Wojtanowa, Woźnikowa, Wójcikowa, Wronowa, Zagrody, Zagrody Plebańskie, Zagrody Prośniakowe, Zalas, Żądłowa, Żurowa |

## Historia
W latach 1954–1972 wieś należała i była siedzibą władz gromady Lubień. W latach 1975–1998 wieś położona była w województwie nowosądeckim.
Wieś lokowana na surowym korzeniu przez króla Kazimierza III Wielkiego w 1360 roku. Wieś królewska położona była w drugiej połowie XVI wieku w powiecie szczyrzyckim województwa krakowskiego. Wchodziła w skład klucza myślenickiego, stanowiącego uposażenie kasztelanów krakowskich.
3 września 1939 za pomoc udzielaną wojskom polskim żołnierze Wehrmachtu zamordowali 10 osób oraz spalili 3 gospodarstwa. We wrześniu 1943 i sierpniu 1944 Niemcy dokonali pacyfikacji wsi. W tych dwóch akcjach śmierć poniosło co najmniej 21 osób.

## Położenie
Lubień znajduje się w Beskidzie Wyspowym, w dolinie Raby i Smugawki. Zabudowania i pola miejscowości znajdują się nie tylko na dnie dolin tych rzek, ale także na stokach wybitnych szczytów Beskidu Wyspowego: Luboń Wielki, Szczebel i Zębalowa. Przez miejscowość przechodzi łącząca Kraków z Zakopanem oraz z Chyżnem (droga krajowa nr 7 jako fragment międzynarodowej trasy E77), stanowiąca na tym odcinku część Zakopianki. Została także wykonana obwodnica wsi w ramach drogi ekspresowej S7. W Lubniu znajduje się zjazd w kierunku Mszany Dolnej (droga wojewódzka nr 968).

## Zabytki
Obiekt wpisany do rejestru zabytków nieruchomych województwa małopolskiego.
- Willa „Pod Sośniną” nr 335.

## Osoby związane z miejscowością
- Kazimierz Górny
- Julian Antonisz

## Szlaki turystyki pieszej
– czarny z Lubnia przez Mały Szczebel i Szczebel do Kasinki Małej;
 – żółty z Lubnia przez Łysinę do Wieliczki;
 – żółty z Lubnia przez Zębalową do Krzeczowa.

## Galeria

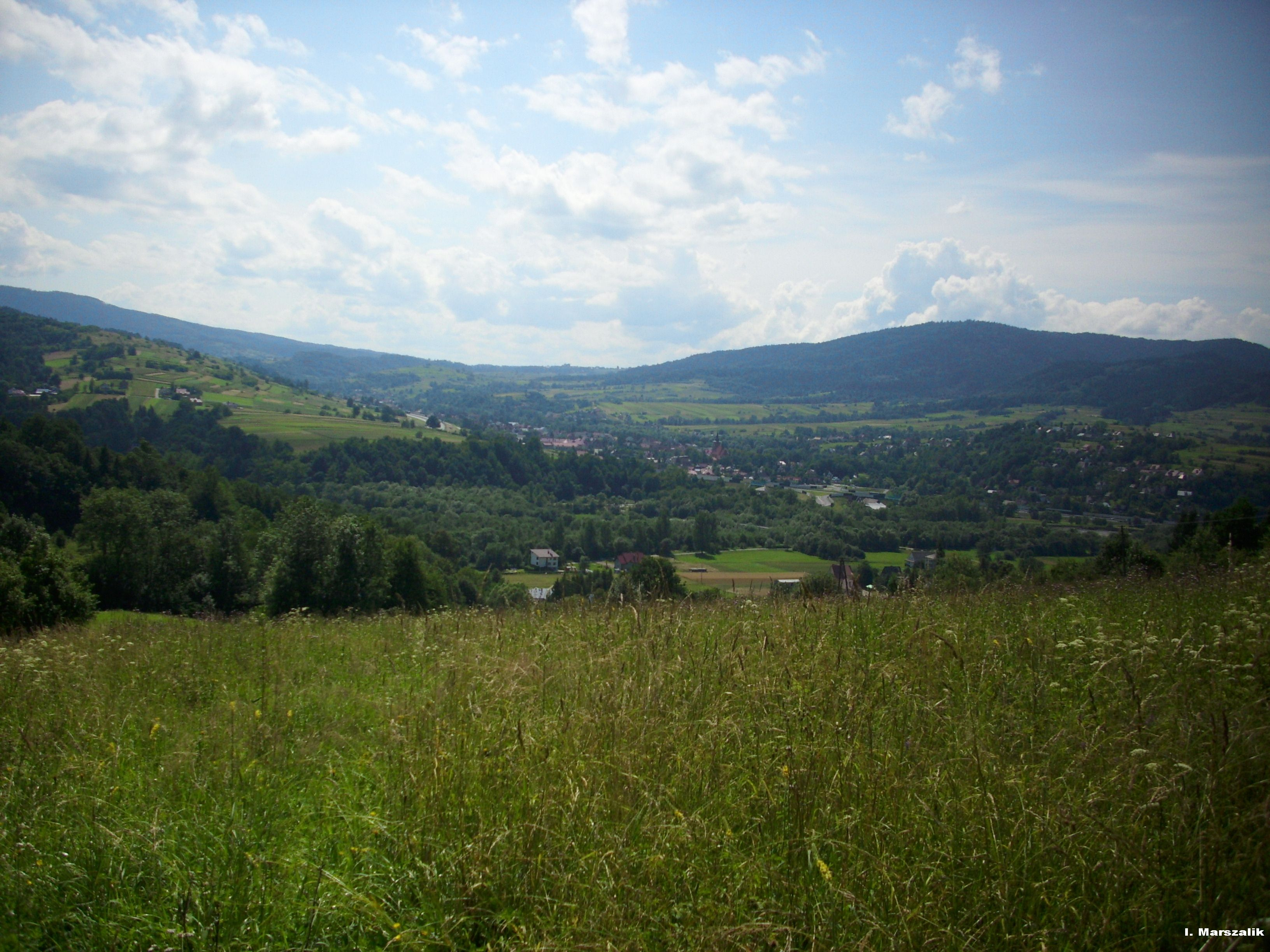
Widok na Lubień z Działów
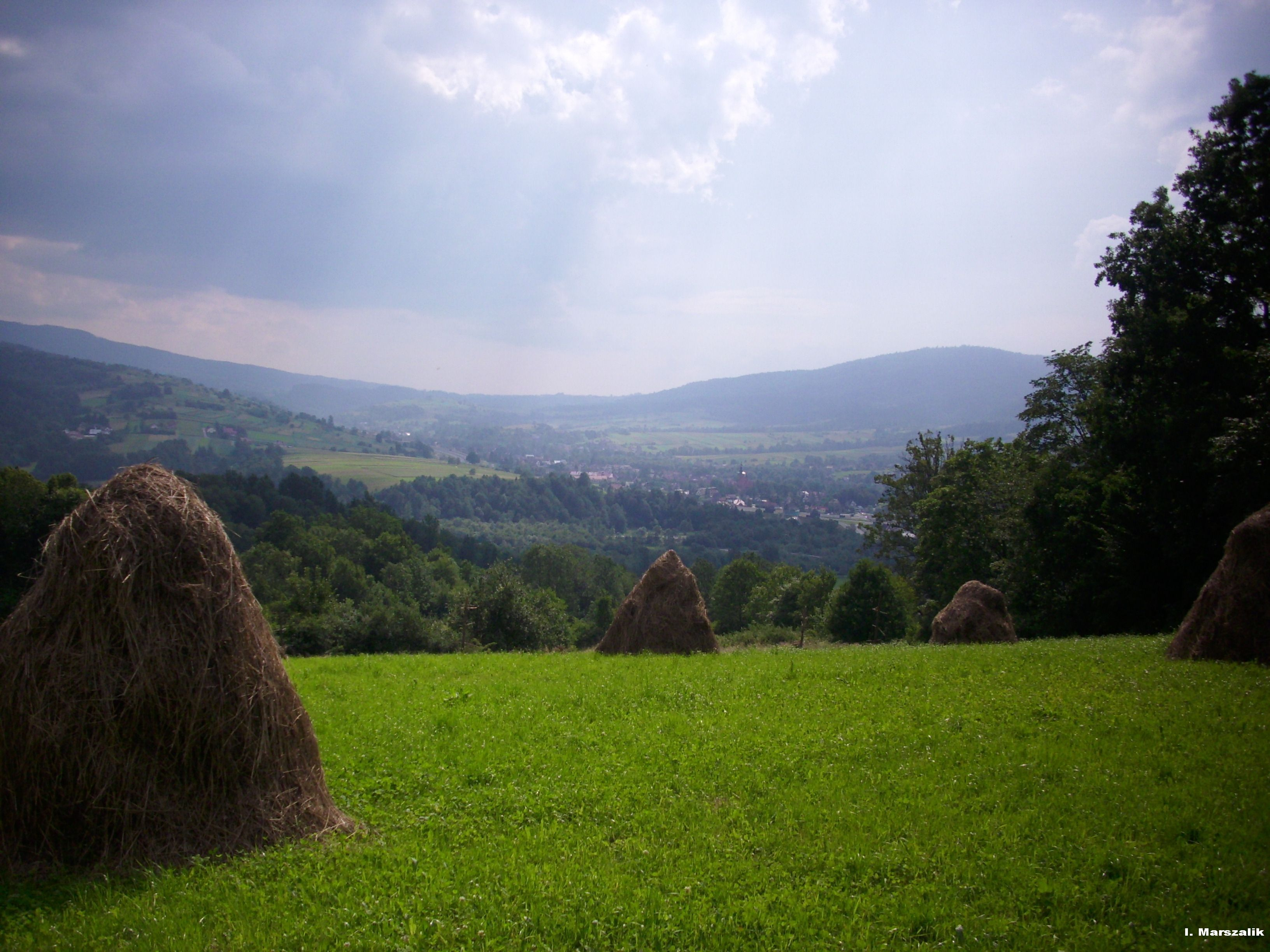
Widok na Lubień z Zarębek
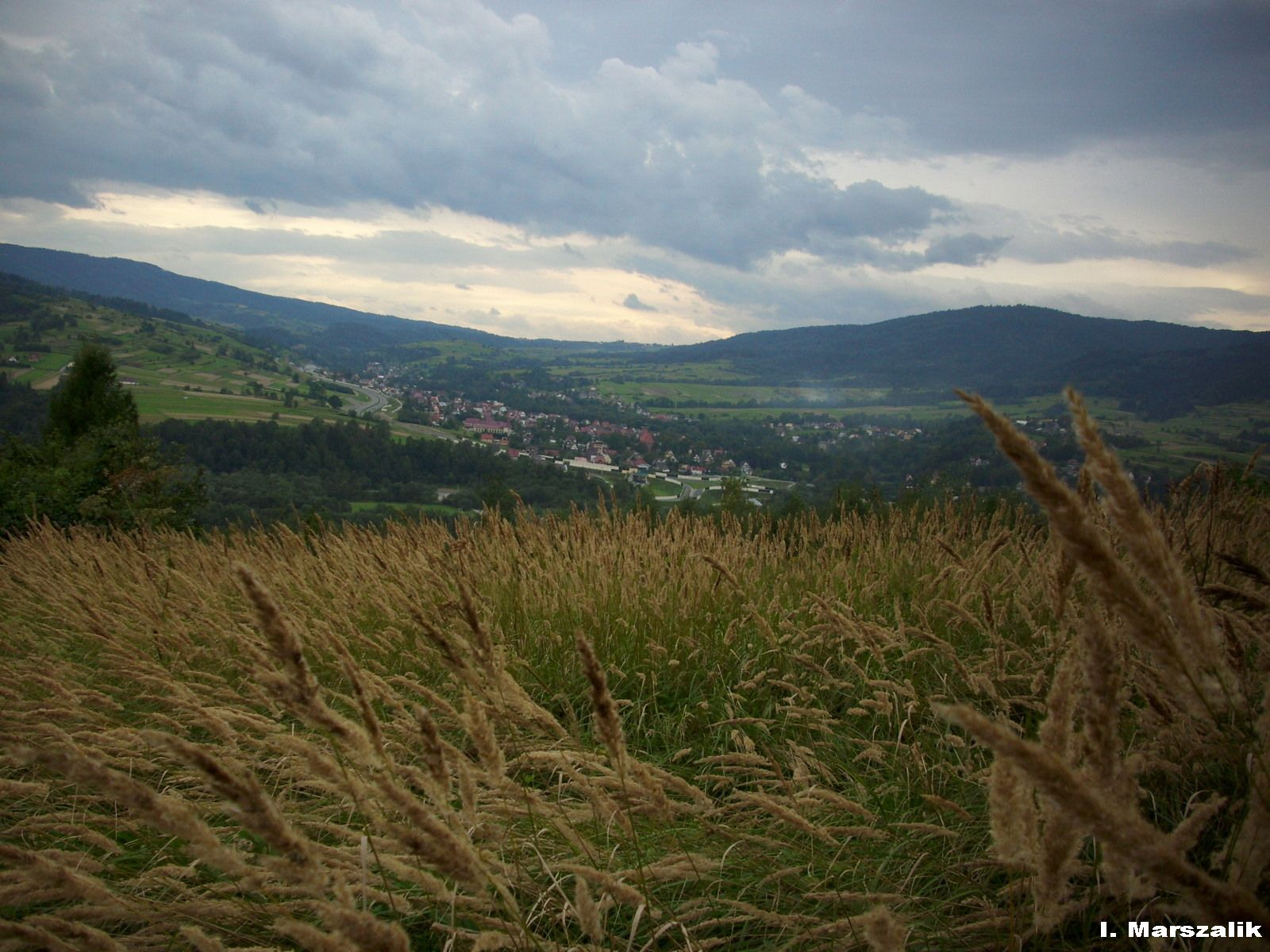
Widok na Lubień z Działów
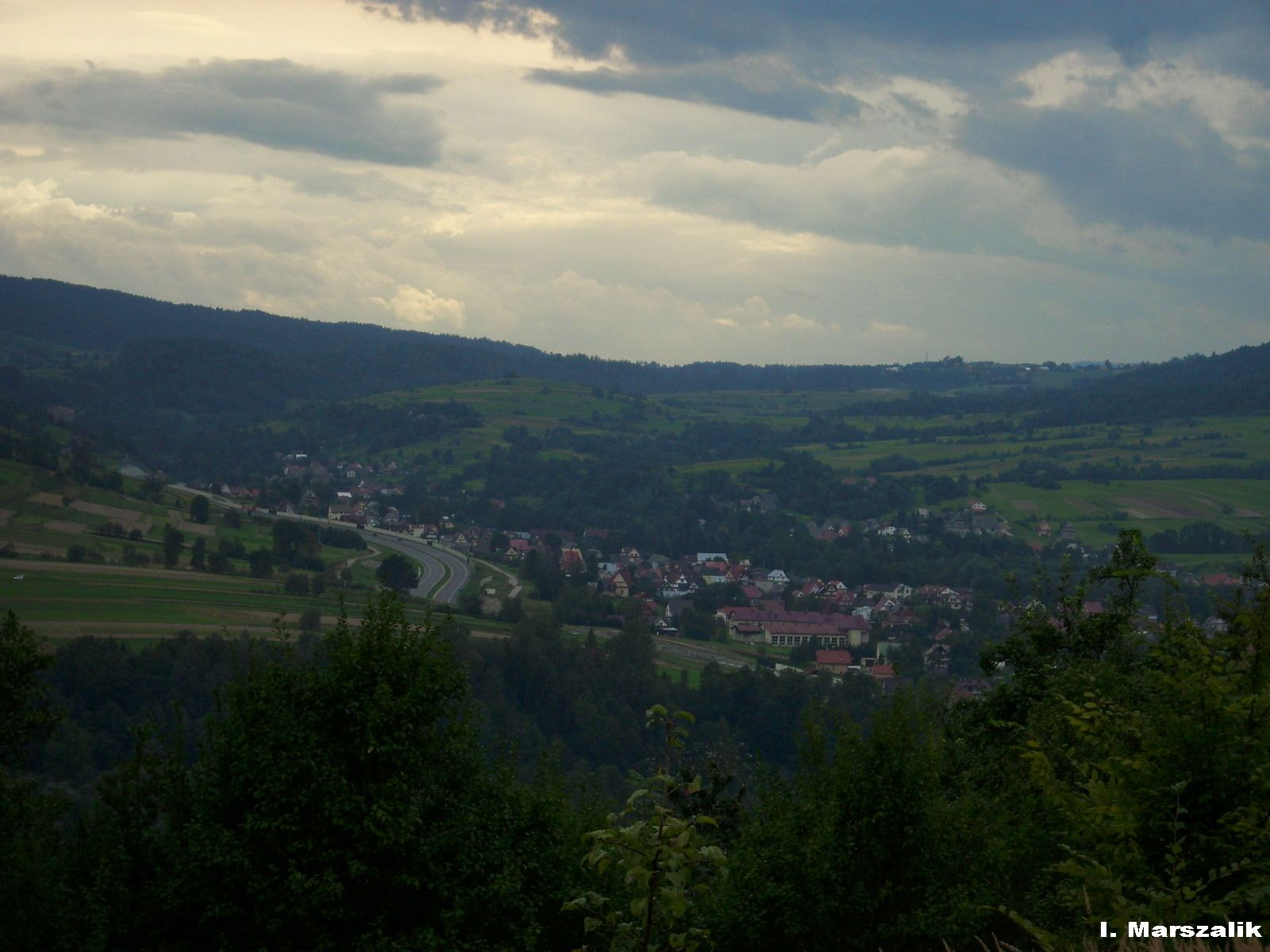
Widok na Lubień, Gimnazjum i „Zakopianka”
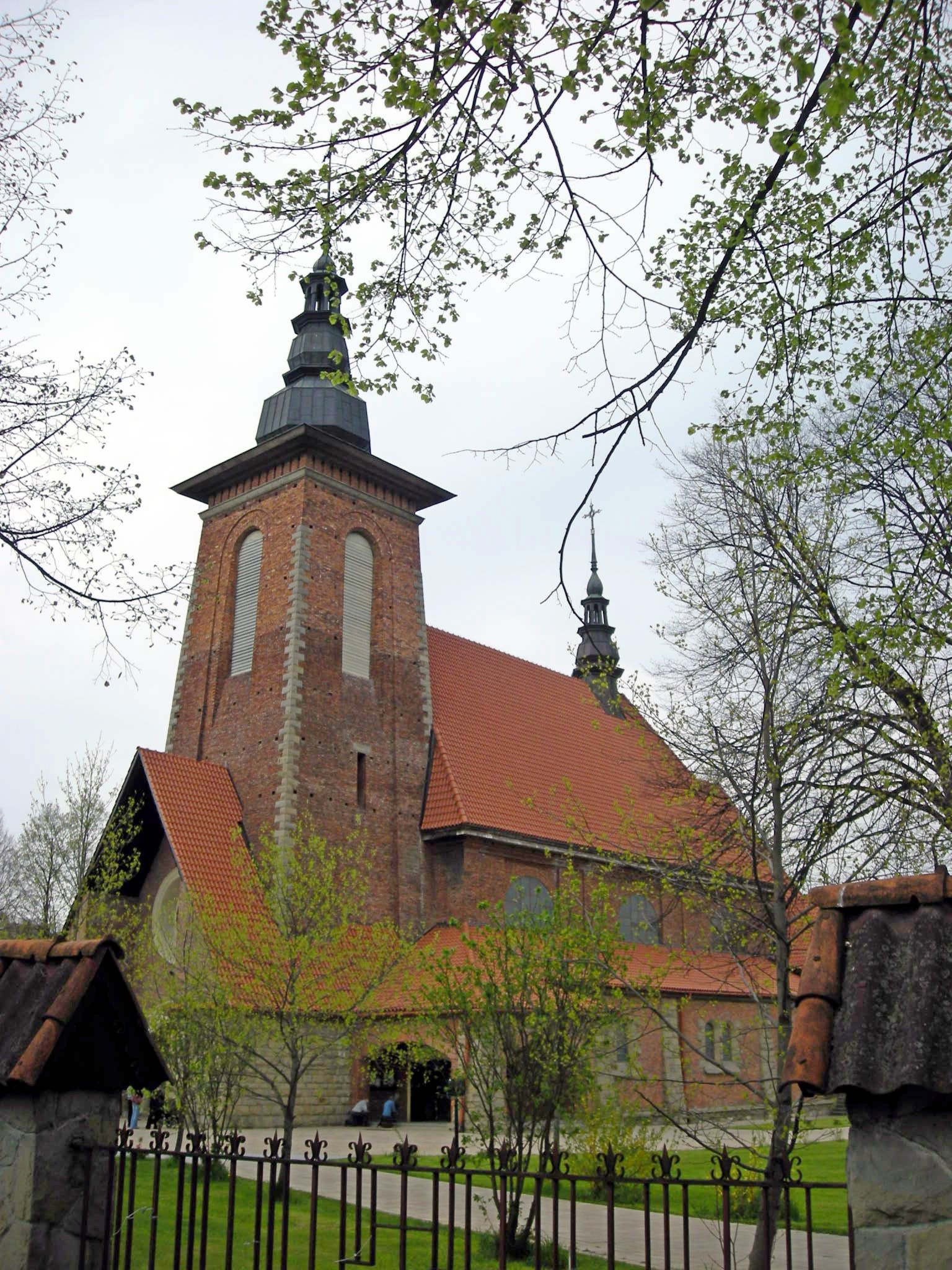
Kościół